# Гуго де Бошан, барон Абергавенни
Гуго (Хью) де Бошан (англ. Hugh de Beauchamp; умер около 1173) — английский аристократ, феодальный барон Абергавенни во второй половине XII века.

## Биография
Гуго происходил из англо-нормандского рода Бошанов, но в документах не упоминается, кем были его родители. Известно, что у Гуго был брат Уолтер, который в 1165 году был офицером королевского двора Генриха II Плантагенета и командовал гарнизоном в замке Абергавенни. В «The Complete Peerage» было высказано предположение, что Гуго и Уолтер были братьями Уильяма де Бошана Элмли, шерифа Херефорда в 1160—1169 годах, и, соответственно, сыновьями Уолтера I де Бошана из Элмли.
О биографии Гуго известно мало. После того как со смертью Уильяма Фиц-Миля около 1165 года угас Глостерский дом, Гуго стал бароном Абергавенни. Он подтвердил монахам Абергавенни все пожалования, сделанные его предшественниками. Гуго умер около 1173 года, после чего барония Абергавенни перешла к Браозам.